# Kameldjur
Kameldjuren (Camelidae) är en familj i ordningen partåiga hovdjur. Kameldjuren är tämligen storväxta växtätare. De skiljer sig från idisslarna genom att ha en tredelad snarare än fyrdelad matsmältningsapparat. Familjen omfattar sammanlagt sex nu levande arter i tre släkten. 

## Kännetecken
Denna familj utmärker sig genom fötternas byggnad, att trampsulan utgörs av en stor puta. De saknar hovar. Med hänseende till tandbyggnaden avviker kamelerna från alla övriga familjer i samma ordning. De har två (under den tidigaste ungdomen till och med fyra eller sex) framtänder i överkäken som liknar hörntänder och sex framtänder i underkäken. Dessutom finns en lucka mellan de egentliga hörntänderna och kindtänderna. Sammanräknat har kameldjur 30 till 34 tänder. Magen är bara tredelad och bladmagen är så liten, att den endast visar sig som en del av löpmagen.
Kameldjuren har en tvådelad överläpp och de två delarna kan röra sig självständigt. De är de enda däggdjuren som har elliptiska röda blodceller (erytrocyter). Kameldjuren är passgångare, de sätter alltså fram båda benen från samma sida nästan samtidigt.
En hov sitter endast på de distala falangerna (längst ut). Dessutom sätter individerna den andra falangen på marken. Den är på undersidan utrustad med en tjock trampdyna.

## Utbredning och habitat
Gamla världens kameldjur kommer ursprungligen från Asien – dromedaren från Arabiska halvön och kamelen från Centralasien. Idag förekommer de som tama djur i flera regioner. Utöver de nämnda områdena finns de även i norra Afrika och till och med i Australien, där det även finns en större population förvildade djur. Habitatet är torra stäpper, halvöknar och öknar. Nya världens kameldjur lever huvudsakligen i bergsregioner av västra och södra Sydamerika i torra och öppna regioner. De finns på upp till 5 700 meter över havet.
Antalet ursprungligen vildlevande familjemedlemmar motsvarar ungefär 5 procent av alla ingående exemplar.
De första kameldjuren utvecklades i Nordamerika. Familjen försvann där för ungefär 10 000 år sedan under senaste istiden.

## Ekologi
Honor föder en unge efter cirka 11 månader dräktighet. Ungen är vid födelsen bra utvecklad. En nyfödd guanaco kan gå efter 30 minuter.

## Släkten
Det finns tre nu levande släkten i familjen; 
- Kameler, Camelus (tvåpucklig kamel och dromedar) i sydvästra Asien och Afrika och som införd även finns i Italien, södra Spanien, Nordamerika och Australien.
- Lama (lama och guanaco) i Sydamerika.
- Vicugna (vikunja och alpacka) i Sydamerika.

Utöver dessa släkten, har det funnits ett antal numera utdöda släkten:
| Släkte        | Epok               | Kommentar                                                          |
| ------------- | ------------------ | ------------------------------------------------------------------ |
| Aepycamelus   | Miocen             | Lång s-formad nacke. Fötter som modern kamel (med mjuk trampdyna). |
| Camelops      | Pliocen-Pleistocen | Stor med kamelfötter. Osäkert om hade puckel eller ej.             |
| Oxydactylus   |                    |                                                                    |
| Poebrotherium |                    |                                                                    |
| Procamelus    | Miocen             | Förfader till den utdöda Titanolypus och den moderna Camelus.      |
| Protylopus    |                    |                                                                    |
| Stenomylus    | Miocen-Pleistocen  | Miniatyr, möjligen lamalikt kameldjur. Hade hovar.                 |
| Titanotylopus | Miocen-Pleistocen  | Hög, med puckel och kamelfötter.                                   |

## Kameldjur och människor
Kameldjur hölls för köttets, pälsens och mjölkens skull. Dessutom används de som riddjur. Domesticeringen av sydamerikanska kameldjur skedde uppskattningsvis för 4 000 till 5 000 år sedan. I Gamla världen fanns tama kameldjur troligtvis några tusen år tidigare.